# Pyrausta scurralis
Pyrausta scurralis is een vlinder van de familie van de grasmotten (Crambidae). De wetenschappelijke naam van deze soort is voor het eerst voorgesteld als Botis scurralis door George Duryea Hulst in een publicatie uit 1886.

## Verspreiding
De soort komt voor in het zuiden van Canada en de westelijke helft van de Verenigde Staten.

## Ondersoorten
- Pyrausta scurralis scurralis (Hulst, 1886)
- Pyrausta scurralis awemealis Munroe, 1976 (Manitoba)